# Conjecture de Greenberg

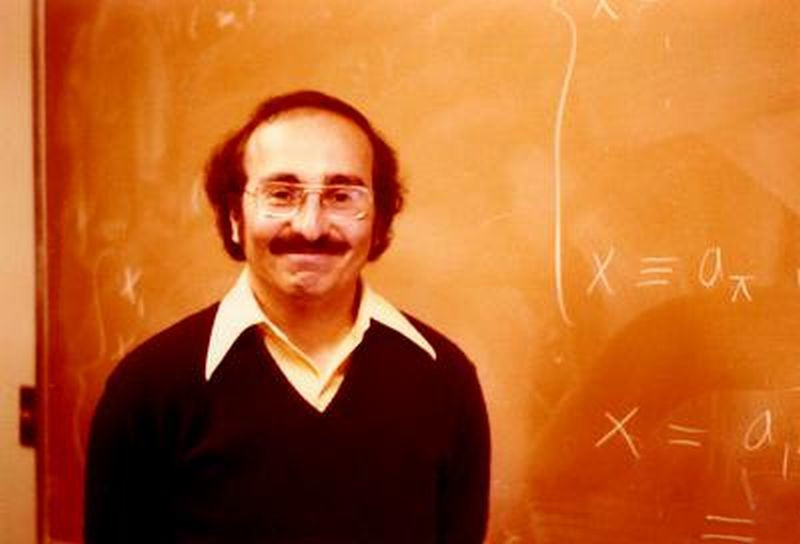
Ralph Greenberg en 1978.

La conjecture de Greenberg porte sur la théorie algébrique des nombres, et plus particulièrement la théorie d'Iwasawa. Elle a été énoncée par le mathématicien américain Ralph Greenberg (en), qui fut élève de Kenkichi Iwasawa, dans les années 1970. Elle énonce que le module d'Iwasawa associé à l'extension cyclotomique d'un corps totalement réel a ses invariants {\displaystyle \lambda } et {\displaystyle \mu } nuls.
Cette conjecture est à comparer avec la conjecture de Vandiver, qui ne porte elle que sur les extensions cyclotomiques de certains corps totalement réels, mais demande une propriété encore plus forte, à savoir l'annulation du module d'Iwasawa lui-même.

## Référence
- (en) R. Greenberg, « On the Iwasawa invariants of totally real number fields », American J. of Math., vol. 98,‎ 1976, p. 263-284.